# Szent Miklós-fatemplom (Kővárgara)
A kővárgarai Szent Miklós-fatemplom műemlékké nyilvánított épület Romániában, Máramaros megyében. A romániai műemlékek jegyzékében az  MM-II-m-A-04790 sorszámon szerepel.